# Ley de derechos y deberes de los pacientes (Chile)
La ley N.º 20.584, que regula los derechos y deberes que tienen las personas en relación con acciones vinculadas a su atención en salud, más conocida como la Ley de derechos y deberes de los pacientes, es una ley chilena que establece cuáles son los derechos y deberes de los pacientes en relación con las acciones concernientes a la atención de estos por parte de las instituciones de la salud. Se encarga de resguardar principios básicos de atención en salud, tanto en el sector público como privado. Estos derechos se pueden exigir en ambos sistemas, y se aplican respecto de todos los profesionales y trabajadores que se relacionen con público en el marco de atenciones de salud.
Fue promulgada el 13 de abril de 2012 durante el primer gobierno de Sebastián Piñera y publicada el 20 de ese mes en el Diario Oficial.

## Historia

### Antecedentes
En Chile, diferentes textos normativos se referían de manera expresa o implícita a Derechos de los pacientes, sin embargo, un primer documento que los recoge de manera unitaria es la Declaración o Carta de Derechos de los Pacientes, de Fonasa, la cual busca difundir entre los pacientes un trato digno y respetuoso a los usuarios de los servicios de salud.

### Tramitación
El proyecto de ley fue ingresado a la Cámara de Diputados el 8 de agosto de 2006, a través de un mensaje enviado por el gobierno de la presidenta Michelle Bachelet. Dicha iniciativa enumeraba una serie de principios inspiradores de la ley: 
1. Dignidad de las personas.
2. Autonomía de las personas en su atención de salud.
3. Derecho de las personas a decidir informadamente.
4. Respeto de los menores de edad.
5. Respeto de las personas en situación de salud terminal.
6. Respeto de la autonomía frente a la investigación científica
7. Respeto por las personas con discapacidad psíquica o intelectual.
8. Confidencialidad de la información de salud.
9. Reconocimiento al derecho a la participación ciudadana en Salud.
10. Marco legal para la tutela ética en los servicios asistenciales.

En enero de 2008 el proyecto de ley pasó al Senado y comenzó el segundo trámite constitucional. En septiembre de 2011 el proyecto entra en su tercer trámite constitucional, el que cuenta con la modificaciones de la cámara revisora, las cuales fueron aprobadas el 20 de diciembre de ese año. El 3 de enero de 2012, el proyecto de ley pasa a control constitucional por parte del Tribunal Constitucional. Finalmente, el 12 de abril de ese año se envía el oficio de ley al Poder Ejecutivo para su promulgación.

## Contenido de la ley

### Derechos y deberes de los pacientes
De acuerdo con la ley, las personas tienen derecho a:
1. Información clara y oportuna.
2. Una atención oportuna.
3. Seguridad y protección.
4. Trato digno.
5. Companía y asistencia espiritual.
6. Un informe médico.
7. Un informe financiero.
8. Resguardo de su ficha clínica.
9. Aceptar o rechazar un tratamiento.
10. Aceptar o rechazar ser parte de una investigación científica.
11. Respeto a la interculturalidad.
12. Inscribir el nacimiento de su hijo en el lugar donde vive la madre o el padre y no sólo en el lugar en donde se produjo el parto.

A su vez, la ley establece que los pacientes tienen el deber de:
1. Entregar información veraz acerca de su identidad, dirección y enfermedad.
2. Cuidar las instalaciones y equipamiento del recinto de salud.
3. Tratar respetuosamente al personal de salud.
4. Respetar el reglamento interno del establecimiento.
5. Informarse acerca de los horarios de funcionamiento, de las modalidades de atención y formas de pago.
6. Informarse acerca de los procedimientos de reclamos y consultas establecidas

## Reglamentos emanados de la ley
La Ley N.º 20.584, desde su publicación ha requerido de varios reglamentos para aplicar eficientemente sus disposiciones. Algunos de ellos son:
- Reglamento sobre entrega de información y expresión de consentimiento informado en la atenciones de salud.[6]
- Reglamento sobre el procedimiento de reclamo de la ley Nº 20.584 que regula los derechos y deberes que tienen las personas en relación con acciones vinculadas a su atención en salud.[7]
- Reglamento sobre derechos y deberes de las personas en relación a las actividades vinculadas con su atención en salud.[8]
- Reglamento sobre requisitos básicos que deberán contener los reglamentos internos de los prestadores institucionales públicos y privados para la atención de la salud de las personas de la ley Nº 20.584.[9]
- Reglamento sobre fichas médicas.[10]
- Reglamento para constitución y funcionamiento de comités de ética asistencial.[11]

## Críticas
El director de la Unidad de Bioética y Pensamiento Biomédico de la Escuela de Salud Pública de la Universidad de Chile, Miguel Kottow, criticó este texto legal, señalando que carece de la especificidad necesaria a la hora de obligar al Estado a entregar atención médica a la ciudadanía. Los derechos detallados son de variada envergadura, algunos de ellos siendo no más que normas reglamentarias, en tanto faltan los compromisos explícitos de cubrir los costos asociados a medicamentos, insumos y procedimientos necesarios para otorgar atención médica esencial, no se establecen subvenciones, coberturas o regulaciones que amparen a los pacientes de los avatares del mercado sanitario.

El texto del proyecto de ley (...) no fortifica el derecho constitucional a protección de la salud, por cuanto no habla del derecho ciudadano y el deber del Estado en materias de salud/enfermedad, sino que se circunscribe a los derechos de usuarios frente a prestadores, es decir, suplanta un derecho básico con un derecho de consumidor. Si bien se inicia con consideraciones generales de atención médica, dedica la gran mayoría de sus artículos a la atención hospitalaria, sin contemplar mayormente la consulta ambulatoria, la rural y la atención médica virtual (telemedicina).
Kottow, 2012, pp. 25-26.